# Alfabetyzm wizualny
Alfabetyzm wizualny (ang. visual literacy) – umiejętność interpretacji oraz posługiwania się informacjami przedstawionymi w formie wizualnej. Alfabetyzm wizualny zakłada, że wszelkiego typu obrazy mogą zostać odczytane a ich interpretacji można się nauczyć. Alfabetyzm wizualny stanowi ważną część współczesnych praktyk społecznych i kulturowych a jego problematyka wpisuje się w obszary takie jak: edukacja, media masowe, nowe media, nowe technologie, nierówności społeczne, procesy demokratyczne, globalizacja, a nawet szeroko pojmowana medycyna.

## Historia pojęcia
Autorstwo terminu visual literacy, czyli alfabetyzm wizualny przypisuje się Johnowi Debesowi, współzałożycielowi International Visual Literacy Association – Międzynarodowego Stowarzyszenia Alfabetyzmu Wizualnego. W 1969 Debes zaproponował ogólną definicję pojęcia: „Alfabetyzm wizualny odnosi się do grupy kompetencji wizualnych, które może rozwijać każdy człowiek poprzez patrzenie i równoległą integrację innych doznań sensorycznych. Rozwój tych kompetencji jest fundamentalny dla normalnego przyswajania wiedzy. Rozwój kompetencji wizualnych umożliwia rozróżnianie oraz interpretowanie czynności, przedmiotów i/lub symboli wizualnych, zarówno naturalnych, jak i nienaturalnych, które napotykamy w naszym otoczeniu. Poprzez kreatywne użycie tych kompetencji jesteśmy w stanie komunikować się z innymi. A poprzez twórcze użycie tych kompetencji jesteśmy w stanie zrozumieć i cieszyć się arcydziełami kultury wizualnej”. Współczesne definicje alfabetyzmu wizualnego podkreślają społeczną i kulturową rolę kompetencji wizualnych oraz ich rosnący udział w codziennych umiejętnościach niezbędnych każdemu człowiekowi.
W polskiej literaturze alfabetyzm wizualny został po raz pierwszy szeroko opisany w książce Natalii Pater Ejgierd Kultura wizualna a edukacja, która podkreśla znaczenie kompetencji wizualnych w nowym zmedializowanym świecie oraz, co za tym idzie konieczność powszechnej edukacji wizualnej: „Olbrzymi udział obrazu w domenie komunikacji masowej oznacza, że alfabetyzm wizualny jest w takim samym stopniu niezbędny do uzyskiwania informacji konstytuujących dzisiejszy światopogląd, jak umiejętność czytania. Dlatego poziom naszego alfabetyzmu wizualnego determinuje jakość uczestnictwa w otaczającej nas kulturze”.

## Popularyzacja zagadnienia
Problematyka alfabetyzmu wizualnego stanowi podstawę rozważań serii interdyscyplinarnych konferencji naukowych poświęconych temu zagadnieniu. Pierwsza z nich odbyła się w styczniu 2011 roku w Domu Pracy Twórczej UAM w Obrzycku. Tematem konferencji był: „Alfabetyzm wizualny. Teoria i Praktyka.” Kolejna konferencja odbywająca się w styczniu 2014 roku dotyczy aspektów kulturowych i społecznych alfabetyzmu wizualnego wpisujących się w hasło Alfabetyzm wizualny. Kultura i społeczeństwo.